# Vîșenka, Litîn
Vîșenka (în ucraineană Вишенька) este un sat în comuna Malînivka din raionul Litîn, regiunea Vinnița, Ucraina.

## Demografie
Componența lingvistică a localității Vîșenka
     Ucraineană (99,43%)
     Alte limbi (0,57%)
Conform recensământului din 2001, majoritatea populației localității Vîșenka era vorbitoare de ucraineană (99,43%), existând în minoritate și vorbitori de alte limbi.